# Fons van Bastelaar
Alphonsus Petrus Jozef (Fons) van Bastelaar (Alphen aan den Rijn, 12 september 1922 – Zevenaar, 15 oktober 2022) was een Nederlands politicus van de KVP en later het CDA.

## Biografie
Van Bastelaar werd geboren als zoon van Josephus Ludovicus van Bastelaar en Maria Cornelia Schrama. In 1941 begon A.P.J. van Bastelaar als volontair op de gemeentesecretarie van Hazerswoude. Hij bracht het daar tot adjunct-commies voor hij in 1946 commies en waarnemend chef werd van de secretarie van de Gelderse gemeente Eibergen. In februari 1947 volgde zijn benoeming tot hoofdcommies bij de gemeentesecretarie van Wateringen waar Van Bastelaar zeven jaar later, na het vertrek van L.M.J. Hendrix, gemeentesecretaris werd.
Op 16 augustus 1962 werd hij de burgemeester van Westervoort en in 1970 volgde zijn benoeming tot burgemeester van Lichtenvoorde. Begin 1976 werd Van Bastelaar burgemeester van Zevenaar wat hij tot zijn pensionering in 1987 zou blijven. Bij zijn afscheid werd door de gemeente Zevenaar een fonds in het leven geroepen waarvan de rente-opbrengst gebruikt wordt voor een tweejaarlijkse culturele prijs: de burgemeester Van Bastelaarprijs.
Vanaf april 1989 was hij enkele maanden waarnemend burgemeester van de gemeente Duiven.
Van Bastelaar overleed op honderdjarige leeftijd.